# 邁丹 (列季奇夫區)
49°14′56″N 27°43′35″E / 49.24889°N 27.72639°E
邁丹（烏克蘭語：Майдан）是位於烏克蘭西部的村莊，由赫梅利尼茨基州裡赫梅利尼茨基區的萊蒂奇夫市鎮負責管轄。該村面積0.69平方公里，海拔高度327米，2001年人口88，人口密度每平方公里127.7人。